# Lucky Day
(This Is My) Lucky Day ist ein Lied, das Ray Henderson (Musik), Buddy DeSylva und Lew Brown (Text) verfassten und 1926 veröffentlichten.

## Hintergrund
Das Songwriter-Team Henderson, DeSylva und Brown schrieb Lucky Day für die Revue George White's Scandals of 1926, die am New Yorker Apollo Theater am 14. Juni 1926 Premiere hatte. Vorgestellt wurde der Song dort von Harry Richman und Chor. Der in C-Dur in der Form AA'BA geschriebene Song hat eine einfache, Marsch-ähnliche und leicht zu merkende Melodie, die um die Noten E, D und C gebildet ist. Der Refrain lautet: Oh boy I'm lucky Oh, say I'm lucky This is my lucky day! . In London wurde der Song von Billy Milton in der Revue Shake Your Feet präsentiert. In späteren Jahren war Lucky Day in den USA die Erkennungsmelodie der von Lucky Strike gesponserten Radiosendung Your Hit Parade bekannt.

## Erste Aufnahmen

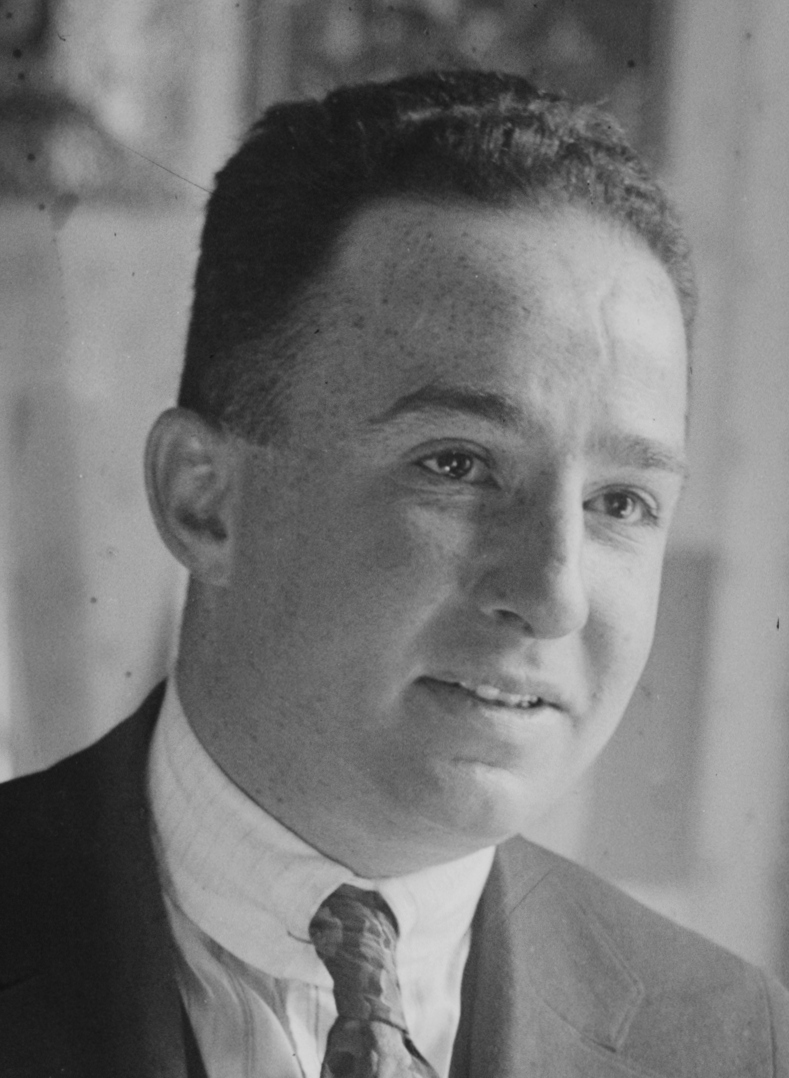
Irving Kaufman um 1919

Der Song wurde in den Vereinigten Staaten vor allem durch die Aufnahmen von George Olsen (Victor), das Orchester von Phil Ohman und Victor Arden (Brunswick) und  von Howard Lanin mit dem Sänger Irving Kaufman (Columbia) populär. Zu den ersten Musikern, die den Song ab Mitte 1926 aufnahmen, gehörten das Orchester Jay C. Flippen (Perfect), Evelyn Preer (Banner) und das Vokalensemble The Revelers (Victor), in London Edythe Baker (Columbia), Chas Remue und Jack Hylton, in Berlin Bernard Etté.

## Spätere Coverversionen
Der Diskograf Tom Lord listet im Bereich des Jazz insgesamt 46 (Stand 2015) Coverversionen, u. a. von David Allyn, Ruby Braff, Maynard Ferguson, Benny Goodman,  Wycliffe Gordon, Barry Harris,  Rebecca Kilgore, Billy May, Dave McKenna, Tony Pastor, Sid Phillips, Ruth Olay, Sonny Rollins und Annie Ross. Der Song fand auch Verwendung in mehreren Filmen; Maurice Chevalier sang ihn in der Komödie  The Big Pond (1930), Dan Dailey in der Filmbiografie von  Henderson, DeSylva und Brown, Fanfaren der Freude (The Best Things in Life Are Free) (1956, Regie: Michael Curtiz).